# Любский
Лю́бский — упразднённый рабочий посёлок в Терском районе республики Кабардино-Балкария.

## География
Рабочий посёлок Любский располагался в северной части Терского района, у левого берега Малокабардинского канала. Находился в 6 км к югу от сельского центра Терекское, в 28 км к северо-востоку от районного центра — Терек и в 81 км от города Нальчик.
Граничил с землями населённых пунктов: Терекское на севере и Малокабардинский на востоке.
Населённый пункт располагался у северного подножья Арикского хребта на наклонной Кабардинской равнине, в переходной от предгорной в равнинную зоне республики. Рельеф местности на территории заброшенного посёлка в основном представляет собой предгорные наклонные равнины с бугристыми и курганными возвышенностями. К югу от посёлка возвышаются склоны Арикского хребта. Средние высоты составляют 204 метра над уровнем моря.
Гидрографическая сеть местности в основном была представлена Малокабардинским каналом.

## История
Рабочий посёлок был основан в 1930 году, после строительства Малокабардинского канала. Население в посёлке было небольшим, так как в нём в основном проживал персонал, проверяющий работу Малокабардинской Опытно-Оросительной системы (МКООС). Административно населённый пункт входил в состав Терекского сельсовета.
В годы Великой Отечественной войны, посёлок был сильно разрушен в ходе боёв за овладение Арикским хребтом, а персонал проживающий в нём был эвакуирован.
В 1944 году рабочий посёлок был упразднён и снят из учётных данных Терского района.
В 1949 году недалеко от заброшенного посёлка был основан новый рабочий посёлок — Малый Терек.

## Современное состояние
Ныне земли на которой располагался посёлок Любский входит в состав сельского поселения Терекское.
В местности где раньше находился посёлок, сохранились старые рабочие станции и другие различные строения.